# Tony Robert-Fleury

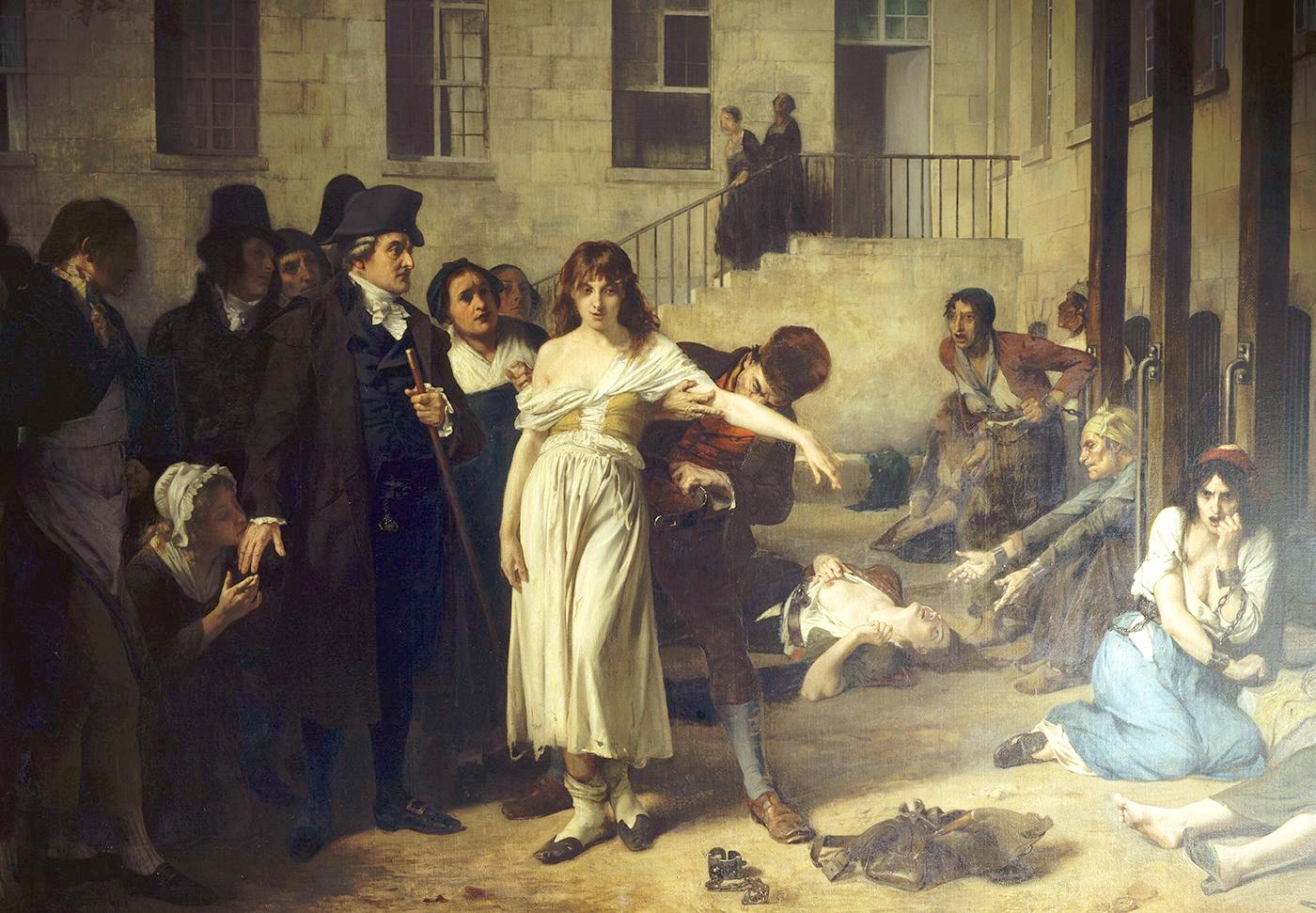
Pinel a los locos en Salpêtrière en 1795 de Tony Robert-Fleury

Tony Robert-Fleury (París, 1 de septiembre de 1837-Viroflay, 8 de diciembre de 1912) fue un pintor francés.
Nació a las afueras de París, y estudió junto a su padre Joseph-Nicolas Robert-Fleury y bajo la tutela de Delaroche y Léon Cogniet. Algunos de sus contemporáneos son Gustave Boulanger, Louis Gallet o Ernest Hébert.
Su primer cuadro presentado en el Salón de París en 1866 representaba una enorme composición histórica de la Masacre de Varsovia del 8 de abril de 1861. Al año siguiente, "Mujeres en la Plaza de Nabona, Roma" fue adquirido por el Museo de Luxemburgo. En 1870, "El último día de Corintia" siguió a su compañero. En 1880, pintó el techo del museo representado "La glorificación de la escultura francesa".
Tony Robert-Fleury sucedió a Bouguereau como presidente de la Société des artistes français. Sus composiciones históricas y sus retratos le concedieron gran reputación. Por su atelier pasaron algunos de los mejores pintores del siglo XX como Marie Bashkirtseff, Clément Brun, Henri Valensi, Lilla Cabot Perry, Anna Klumpke, Cecilia Beaux, Franklin Brownell, Eanger Irving Couse, Louis Paul Dessar, Eurilda France, Ellen Day Hale, Louis Aston Knight, Mary MacMonnies, Phoebe Natt, Michel Korochanski, Lawton S. Parker, Edward Redfield o Guillaume Seignac.
En 1908, fue elegido presidente de la Fundación Taylor, posición que ocuparía hasta el final de su vida.
Robert-Fleury muiró en 1911 en su propiedad “La Côte du Paradis” en Viroflay.

## Obras
- Varsovia 8 de abril de 1861, 1866, Château de Montrésor[1][2]
- Joseph-Nicolas Robert-Fleury (1797-1890), Musée de Versailles
- L’Anxiété, Musée de Tessé
- La Polonaise, étude pour Ophélie, Musée de Rennes
- Le Dernier Jour de Corinthe, 1870, Musée d'Orsay
- Roméo et Juliette, Musée de La Roche-sur-Yon
- Les Danaïdes, 1873
- La Glorification de la Peinture Française, 1880
- Léda, 1885
- Ophélie, 1887
- Madeleine, 1889
- Mélancolie, 1901
- L'étude, 1902
- Architecture
- Marie Antoinette le matin de son exécution
- Autoportrait, Musée de Versailles
- Vieilles Femmes sur la Place Navone, à Santa-Maria delle Pace, Museo de Luxemburgo